# Bolesław van Dobrzyń
Bolesław van Dobrzyń (circa 1303/1306 - tussen 1 oktober 1327 en 12 maart 1329) was van 1312 tot 1327 medehertog van Dobrzyń en van 1327 tot aan zijn dood medehertog van Łęczyca. Hij behoorde tot de Koejavische tak van het huis Piasten.

## Levensloop
Bolesław was de tweede of vierde zoon van hertog Ziemovit van Dobrzyń uit diens huwelijk met Anastasia, dochter van koning Leo I van Galicië.
Na de dood van zijn vader in 1312 erfden Bolesław en zijn minderjarige broers Wladislaus en Leszek het hertogdom Dobrzyń. De drie broers stonden eerst onder het regentschap van hun moeder en hun oom, de Poolse groothertog Wladislaus de Korte, en vanaf 1316 stond de toen nog steeds minderjarige Bolesław – zijn broer Leszek was al overleden – onder de voogdij van zijn oudste broer Wladislaus. Vanaf 1322 regeerden beide broers samen. Een jaar later stichtten Bolesław en Wladislaus een hospitaal voor de Orde van het Heilig Graf van Jeruzalem in Rypin.
Op 1 oktober 1327 sloten de broers een verdrag met hun oom Wladislaus de Korte, waarin ze het hertogdom Dobrzyń inruilden voor het hertogdom Łęczyca. Bolesław stierf tussen laatstgenoemde datum en 12 maart 1329, de datum waarop het eerst gekende document zonder zijn naam werd uitgevaardigd. Het is niet duidelijk of hij gehuwd was of kinderen had. 